# Partit de 100 punts de Wilt Chamberlain
El partit de 100 punts de Wilt Chamberlain, definit per la National Basketball Association com un dels millors partits d'aquesta entitat, fou un partit de temporada regular entre Philadelphia Warriors i els New York Knicks que es disputà el 2 de març de 1962 al Hersheypark Arena de Hershey, a l'estat de Pennsilvània dels Estats Units d'Amèrica.
Els Warriors van guanyar el partit per 169-147 (sense cap pròrroga), establint el que llavors seria el rècord de més punts entre els dos equips, amb 316. El partit és recordat especialment, però, pel rècord NBA de 100 punts anotats pel pivot dels Warriors Wilt Chamberlain. L'espectacular actuació de Chamberlain encara el manté en el primer lloc del rànquing de punts anotats en un sol partit; aquell mateix dia, però, Chamberlain va batre 5 rècords més de l'NBA, dels quals 4 encara es mantenen avui en dia.
Com que Chamberlain va batre molts rècords durant la temporada 1961-62, inicialment no es va donar gaire importància als seus 100 punts. Això no obstant, amb el temps aquell partit ha esdevingut el seu moment més recordat.

## Pròleg
Just abans del partit Wilt Chamberlain, el pivot estrella dels Warriors, estava tenint una ratxa d'anotació mai vista. Ja havia anotat 60 o més punts 15 vegades (rècord) durant la seva carrera. El 8 de desembre de 1961, en un partit de tres pròrrogues contra Los Angeles Lakers, va establir un nou rècord de l'NBA anotant 78 punts, batent així el previ de 71 punts que havia aconseguit Elgin Baylor. El comentarista dels Lakers Chick Hearn sovint explicava que, després del partit, va preguntar a Baylor si li molestava que Chamberlain hagués batut el seu rècord disposant de 15 minuts més que ell (a causa de les tres pròrrogues); Baylor va contestar que no li preocupava en absolut perquè «algun dia aquest home n'anotarà 100».
Tres mesos més tard, el partit entre els Warriors i els Knicks despertava poc interès: era un partit de finals de temporada sense gaire transcendència. Chamberlain va passar la nit anterior a Nova York de festa acompanyat per una dona. Sense haver dormit i patint ressaca, va pujar al tren cap a Filadèlfia a les 8 del matí, es va trobar amb uns quants amics a l'estació de tren d'aquesta ciutat i dinà amb ells; gairebé perdé l'autobús cap a Hershey. La resta de jugadors també s'ho prenien sense gaire interès: el jugador dels Warriors York Larese digué que «el repte més gran de la meva vida fou veure aquella cosa. No hi havia cap mena d'emoció pel partit entre els Knicks i els Warriors a Hershey. La xocolata era més emocionant».
El jugador dels Warriors Tom Meschery va fer un comentari sobre com d'apagat estava el Hersheypark Arena: «el fet és que el propietari dels Warriors i un promotor local van fer un pacte: van posar un gimnàs a la nostra disposició per tal que poguéssim practicar-hi de franc; a canvi, havíem de jugar tres partits de la temporada en aquell lloc abandonat de la mà de Déu… el poble de Hershey el van construir al voltant d'una enorme fàbrica de xocolata, i tot el d'allí estava impregnat de l'olor de xocolata. Era pràcticament impossible quedar-se dintre l'edifici perquè la gent es marejava. Jo només somiava en abandonar el lloc el més ràpid possible».
El divendres del partit tan sols 4.124 espectadors van pagar per veure'l i, a més, en part va ser per poder veure els jugadors de l'equip de futbol americà local, els Philadelphia Eagles, que jugaven un partit-espectacle de bàsquet contra els seus col·legues, els Baltimore Colts, abans del partit de l'NBA. Els rivals dels Warriors tenien problemes de jugadors: el seu pivot titular Phil Jordon estava lesionat; l'inexpert pivot de reserva, Darrall Imhoff, va haver de jugar contra el millor anotador, Wilt Chamberlain. Imhoff, efectivament, va tenir molts problemes per defensar Chamberlain i, quan faltaven 46 segons per acabar el partit, fou expulsat per 5 faltes personals.

## Crònica del partit

### Primers 42 minuts
Els Warriors de Chamberlain van dominar els Knicks des de bon principi. Pocs minuts després de començar, els Warriors ja guanyaven per 19-3, i el seu pivot estrella ja havia anotat 13 punts. Al final del primer quart, la diferència era de 42-26 i, seguint amb la tònica, Chamberlain ja havia anotat 23 punts. Imhoff s'hagué d'asseure ben aviat a la banqueta amb problemes de faltes. A la mitja part els Knicks van aconseguir retallar una mica de desavantatge, fins a un resultat de 79-68. Al minut 24 Chamberlain duia anotats 41 punts. De totes maneres, com que ja havia anotat 60 punts o més en 15 ocasions prèviament els seus companys no hi veien res d'especial: «sovint entrava als vestidors amb 30 o 35 punts, per la qual cosa 41 punts no semblaven per tant», explicà més tard Chamberlain. L'entrenador dels Warriors, Frank McGuire, va donar ordres als seus homes de passar pilotes al pivot: «en Wilt sempre està obert, així que passeu-li la pilota».
Aquesta simple tàctica es va mostrar imparable. Ben aviat el pivot va superar la barrera dels 50 punts, fent que l'speaker del pavelló, Dave Zinkoff, aixequés els ànims de l'adormit públic. Tampoc li va afectar gaire que fos repetidament defensat per tres o fins i tot quatre jugadors dels Knicks, que no s'estaven de fer faltes dures sobre el pivot per intentar desconcentrar-lo. McGuire s'arribà a enfadar i va demanar als àrbitres que xiulessin més faltes, però de totes maneres els rivals no el podien parar. Chamberlain va anotar 28 punts més que dugueren als Warriors a estar dinou punts amunt (125-106) al final del tercer quart; el seu compte personal se situava llavors a 69 punts, encara nou per sota del seu màxim fins al moment. El pivot dels Knicks Dave Budd, que s'alternava en el joc amb un Imhoff carregat de faltes, va comentar posteriorment que la resistència era simplement inútil: «no li podies jugar convencionalment perquè era molt gran. L'única cosa que podies intentar era posar-te per davant seu perquè no rebés —en aquest cas li passarien per dalt– o bé deixar-li rebre la pilota on ell volgués i intentar aguantar-lo i forçar-lo a fer un parell de passades extra –l'home pesava 300 o 270 lliures, així que tampoc era fàcil». Darrall Imhoff també va dir més tard que «[Chamberlain] ens va rebentar la cistella. Ni tan sols podíem fer-hi res fent-li marcatges de cinc jugadors». Chamberlain inicialment pensava que possiblement batria un rècord de tirs lliures, però declarà que a finals del tercer quart es va adonar que podia batre el seu rècord d'anotació de 73 punts (en un partit de 48 minuts) o el de 78 punts (en un partit amb triple pròrroga).
Quedava 7:51 per jugar del quart quart quan Chamberlain va anotar el seu 79è punt, batent el seu propi rècord i fent que el públic entrés en frenesia. Els 4.124 espectadors cridaven «passeu-li a Wilt! Passeu-li a Wilt!». Els Warriors de cop s'adonaren que podien fer història: li passaven la pilota a Chamberlain a cada atac. Al Attles va comentar posteriorment: «volíem que Wilt aconseguís aquest rècord, perquè a tots ens queia bé». El mateix Attles va fer, per exemple, una fàcil passada a Chamberlain que li permeté fer una safata fàcil, anotant així els seus punts 88 i 89 cinc minuts abans de la fi. Cal remarcar també que el base dels Warriors Guy Rodgers va acabar el partit amb 20 assistències.

### Darrers frenètics minuts
Segons els testimonis presents al partit, aquest esdevingué una farsa. Els Knicks, preocupats per la humiliació que suposaria que Chamberlain anotés 100 punts contra ells, no paraven de fer faltes a qualsevol jugador rival excepte el pivot, forçant-los així a tirar tirs lliures i mantenir la pilota lluny de les mans de Chamberlain. És a dir, jugaven al contrari del que faria qualsevol equip estant per darrere al marcador: en comptes d'intentar recuperar el desavantatge es deixaven anotar molts punts fàcilment. L'entrenador dels Warriors, Frank McGuire, va optar per canviar els quatre jugadors titulars que acompanyaven Chamberlain (els alers Tom Meschery i Al Attles i els basses Guy Rodgers i Paul Arizin) pels jugadors reserves (Joe Ruklick, York Larese, Ed Conlin i Ted Luckenbill). La seva intenció era fer falta als jugadors dels Knicks per poder recuperar la pilota després dels tirs lliures i passar-la a Chamberlain. Així, doncs, els dos equips van passar els últims minuts del partit fent-se faltes mútuament.
S'expressaren diferents opinions respecte a aquest tema. L'aler dels Warriors Tom Meschery digué que «el rival [Nova York] no esdevindria pas part de la història. Durant els últims minuts l'entrenador els ordenà de fer falta a qualsevol qui tingués la pilota; qualsevol excepte Chamberlain. Així doncs, havíem de sacar i passar-li directament la pilota a ell». En canvi, el jugadors dels Knicks Richie Guerin, que aquella nit va anotar 39 punts, culpà els Warriors queixant-se que «[els Warriors] van usar tota mena de mitjans per fer arribar la pilota a Chamberlain. Allò ja no tenia res a veure amb el bàsquet». En qualsevol cas, els Warriors van finalitzar el partit amb 25 faltes personals, i els Knicks amb 32, els de Nova York, a més, van perdre Imhoff i Naulls per acumulació de sis faltes.
Chamberlain va admetre més tard haver sentit vergonya per la manera com es van desenvolupar els minuts finals del partit. No respongué a la pregunta sobre les tàctiques de faltes dels dos equips, però admeté que va tirar a cistella d'una manera excessiva per intentar arribar als 100 punts, intentant molts tirs que en una altra situació segurament no hauria intentat. Va comentar que, en els seus millors partits, les seves estadístiques reflectirien uns 50 o 60 punts anotats amb un percentatge del voltant del 75 per cent de tirs encertats, mentre que aquell dia es va quedar al 57 per cent. Guerin, qui felicità efusivament a Chamberlain, va dir que si el partit s'hagués jugat d'una manera normal Chamberlain hauria acabat 15 o 20 punts per sota els 100.
Quan faltaven 2:45 minuts Chamberlain ja duia 94 punts, i després d'anotar un tir en suspensió i una safata es plantà als 98 amb menys d'un minut per jugar. Amb cinc jugadors defensant-lo, se situà al pal baix de la zona. Ruklick passà la pilota a Rodgers, i aquest la passà al pivot, que es trobava prop de cistella, però Chamberlain fallà. El seu company Luckenbill va capturar el rebot ofensiu, tornà a entregar l'esfèrica al pivot, que fallà de nou. Luckenbill tornà a agafar el rebot, però aquest cop la passà a Ruklick, que en comptes d'intentar una safata fàcil llançà una passada per dalt a Chamberlain. En aquest moment quedaven 46 segons: Chamberlain es lliurà dels cinc defenses dels Knicks, saltà i encistellà la pilota, arribant així a la marca de cent punts. Els testimonis oculars de la històrica cistella difereixen en si Chamberlain simplement feu una safata o l'esmaixà fent un alley-oop. En qualsevol cas, el públic va esclatar d'alegria i més de 200 espectadors envaïren la pista intentant tocar l'heroi de la nit. Ruklick, l'autor de la passada, corregué ràpidament cap a la taula d'anotadors per assegurar-se que l'havien comptabilitzat com l'autor de l'assistència.

### Final del partit
Algunes cròniques del partit expliquen que, després que Chamberlain anotés el seu punt número 100, el joc mai fou reprès per acabar de jugar els 46 segons restants al rellotge; Es cità també que el mateix Chamberlain va demanar que així fos. Nogensmenys, hi ha fortes evidències que fan pensar el contrari. Tot i que no existeix cap filmació del partit, la narració d'aquest per part de Bill Campbell, treballador de la WCAU Radio, s'ha conservat: Campbell explica el partit jugada a jugada; quan Chamberlain fa el punt número 100, declara el partit conclòs. El periodista d'esports alemany Günter Bork especifica, però, que la interrupció resultant de la històrica cistella del pivot dels Warriors durà nou minuts, després dels quals el partit continuà. L'estadística oficial del partit denota que Joe Ruklick, dels Warriors, va fallar dos tirs lliures després d'aquesta llarga aturada.
Anys després, Harvey Pollack, que en aquella època era responsable publicitari i estadístic dels Warriors, ha donat opinions oposades respecte a aquest tema. En un llibre de 1992 se'l cita dues vegades dient que el partit va acabar que encara quedaven 46 segons al rellotge. En una entrevista del 2002 referenciada pel biògraf de Chamberlain, Robert Cherry, Pollack digué que sí que es van jugar mentre Chamberlain s'estava simplement quiet al cercle central esperant que el partit acabés; no volia tocar més la pilota perquè «100 sonava millor que 102».

## Puntuació final
Al final, els Warriors van derrotar els Knicks per 169-147. Chamberlain va anotar 36 de 63 tirs de camp i 28 de 32 tirs lliures; aquesta darrera proporció fou molt millor que el prop de 50% que tingué de mitjana durant tota la seva carrera. No anotà cap triple (l'NBA no instaurà la línia de tres fins a la temporada 1979-80). Chamberlain va establir els rècords NBA de tirs de camp intentats (63) i anotats (36), tirs lliures anotats (28), més punts en un quart (31) i més punts en mig partit (59). David Thompson va ser el primer a trencar el seu rècord de punts en un quart, anotant-ne 32 en el primer quart d'un partit en el qual n'anotà 73; George Gervin, però, va trencar de nou aquest rècord set hores més tard anotant-ne 33. Carmelo Anthony, anys més tard, també igualà la marca de Gervin. L'autor de l'actual rècord és Klay Thompson, amb 37 punts en un sol període. Pel que fa als tirs lliures, Adrian Dantley va empatar el rècord de 28 d'anotats en un partit de temporada regular el 4 de gener de 1984. Els altres tres rècords encara es mantenen avui en dia.
D'altres bones marques van passar per alt a causa de la gran marca d'anotació de Chamberlain. Guy Rodgers va acabar amb 20 assistències, i més tard comentà: «fou el partit més fàcil de la meva vida per aconseguir assistències, tot el que havia de fer era passar la pilota a Wilt». D'altra banda Al Attles, especialista defensiu que rarament feia punts, va fer un 8-8 en tirs de camp i va anotar l'únic tir lliure que va llançar. Posteriorment es lamentà que «l'únic partit que literalment jo no podia fallar, va Wilt i anota 100 punts».
El rècord de 316 punts anotats entre els dos equips fou trencat 20 anys més tard quan els San Antonio Spurs van derrotar els Milwaukee Bucks per 171-166 (337 punts en total) en un partit amb triple pròrroga el 6 de març de 1982. Un any més tard, però, en un partit entre els Detroit Pistons i els Denver Nuggets, es va superar de nou l'anotació combinada amb un resultat de 186-184 (370), en un partit també amb triple pròrroga disputat el 13 de desembre de 1983.
La nit següent, Chamberlain va rebre autorització per tornar cap a Nova York amb tres jugadors dels Knicks. D'acord amb Cherry, mentre el pivot feia capcinades va sentir els jugadors novaiorquesos parlar del «fill de puta que ens va anotar 100 punts». Una nit més tard, els Warriors i els Knicks es van enfrontar de nou al Madison Square Garden. Aquest cop, Imhoff va jugar els 48 minuts del partit i el públic el va ovacionar dempeus perquè va aconseguir que Chamberlain anotés només 54 punts.

### Estadístiques del partit
| 2 de març de 1962 | Philadelphia Warriors 169, New York Knicks 147                             | Philadelphia Warriors 169, New York Knicks 147 | Philadelphia Warriors 169, New York Knicks 147                   | Hersheypark Arena, Hershey, Pennsilvània Assistència: 4.124 espectadors Àrbitres: Willie Smith i Pete D'Ambrosio |
| 2 de març de 1962 | Resultats per quarts: 42-26, 37-42, 46-38, 44-41                           |                                                |                                                                  | Hersheypark Arena, Hershey, Pennsilvània Assistència: 4.124 espectadors Àrbitres: Willie Smith i Pete D'Ambrosio |
| 2 de març de 1962 | Pts: Wilt Chamberlain 100 Rebs: Wilt Chamberlain 25 Assist: Guy Rodgers 20 |                                                | Pts: Richie Guerin 39 Rebs: Dave Budd 10 Assist: Richie Guerin 6 | Hersheypark Arena, Hershey, Pennsilvània Assistència: 4.124 espectadors Àrbitres: Willie Smith i Pete D'Ambrosio |

| Jugador          | Pos            | Min            | TC             | TCI            | TL             | TLI            | Reb | Ass | FP | Pts |
| Paul Arizin      | A              | 31             | 7              | 18             | 2              | 2              | 5   | 4   | 0  | 16  |
| Tom Meschery     | AP             | 40             | 7              | 12             | 2              | 2              | 7   | 3   | 4  | 16  |
| Wilt Chamberlain | P              | 48             | 36             | 63             | 28             | 32             | 25  | 2   | 2  | 100 |
| Guy Rodgers      | B              | 48             | 1              | 4              | 9              | 12             | 7   | 20  | 5  | 11  |
| Al Attles        | E              | 34             | 8              | 8              | 1              | 1              | 5   | 6   | 4  | 17  |
| York Larese      | E              | 14             | 4              | 5              | 1              | 1              | 1   | 2   | 5  | 9   |
| Ed Conlin        | A              | 14             | 0              | 4              | 0              | 0              | 4   | 1   | 1  | 0   |
| Joe Ruklick      | A              | 8              | 0              | 1              | 0              | 2              | 2   | 1   | 2  | 0   |
| Ted Luckenbill   | A              | 3              | 0              | 0              | 0              | 0              | 1   | 0   | 2  | 0   |
| Rebots d'equip   | Rebots d'equip | Rebots d'equip | Rebots d'equip | Rebots d'equip | Rebots d'equip | Rebots d'equip | 3   |     |    |     |
| Totals d'equip   | Totals d'equip | 240            | 63             | 115            | 43             | 52             | 60  | 39  | 25 | 169 |

| Jugador           | Pos            | Min            | TC             | TCI            | TL             | TLI            | Reb | Ass | FP | Pts |
| Willie Naulls     | AP             | 43             | 9              | 22             | 13             | 15             | 7   | 2   | 5  | 31  |
| Johnny Green      | A              | 21             | 3              | 7              | 0              | 0              | 7   | 1   | 5  | 6   |
| Darrall Imhoff    | P              | 20             | 3              | 7              | 1              | 1              | 6   | 0   | 6  | 7   |
| Richie Guerin     | E              | 46             | 13             | 29             | 13             | 17             | 8   | 6   | 5  | 39  |
| Al Butler         | B              | 32             | 4              | 13             | 0              | 0              | 7   | 3   | 1  | 8   |
| Cleveland Buckner | A              | 33             | 16             | 26             | 1              | 1              | 8   | 0   | 4  | 33  |
| Dave Budd         | P              | 27             | 6              | 8              | 1              | 1              | 10  | 1   | 1  | 13  |
| Donnie Butcher    | B              | 18             | 3              | 6              | 4              | 6              | 3   | 4   | 5  | 10  |
| -                 |                |                |                |                |                |                |     |     |    |     |
| Rebots d'equip    | Rebots d'equip | Rebots d'equip | Rebots d'equip | Rebots d'equip | Rebots d'equip | Rebots d'equip | 4   |     |    |     |
| Totals d'equip    | Totals d'equip | 240            | 57             | 118            | 33             | 41             | 60  | 17  | 32 | 147 |

### Estadístiques per quart de Wilt Chamberlain
| Quart | Min | TC | TCI | TL | TLI | Reb | Ass | FP | Pts |
| 1r    | 12  | 7  | 14  | 9  | 9   | 10  | 0   | 0  | 23  |
| 2n    | 12  | 7  | 12  | 4  | 5   | 4   | 1   | 1  | 18  |
| 3r    | 12  | 10 | 16  | 8  | 8   | 6   | 1   | 0  | 28  |
| 4t    | 12  | 12 | 21  | 7  | 10  | 5   | 0   | 1  | 31  |

## Llegat
Inicialment el ressò generat pel partit de 100 punts de Wilt Chamberlain fou més aviat minso. Cherry comenta que els diaris de l'endemà van publicar la notícia, però gairebé enlloc fou titular: el pivot era un anotador tan dominant que la seva proesa ja gairebé es donava per feta. El jugador dels Warriors Al Attles digué que després del rècord anterior de Chamberlain de 78 punts en un partit «era només qüestió de temps que arribés a 100, només calia esperar». L'entrenador Frank McGuire en un principi va pensar el mateix, i més tard declarà: «sempre vaig pensar que era inevitable que ho aconseguís. Quan ho va fer, però, em vaig parar a pensar-hi i no m'ho podia pas creure».
Temps després el partit va esdevenir llegendari. Encara que Chamberlain va guanyar dos campionats de l'NBA i, en retirar-se, era el jugador amb més punts anotats i més rebots capturats de la història de la lliga, bàsicament era recordat com l'home que va aconseguir anotar cent punts en un sol partit. El director de publicitat dels Warriors Harvey Pollack digué que 40.000 persones deien haver vist el partit –la qual cosa era impossible– i, fins i tot, alguns d'ells en donar-ne testimoni digueren que el partit s'havia jugat al Madison Square Garden. Chamberlain comentà posteriorment que aquell partit fou un dels seus preferits, però no pas el que més: aquest fou el partit en el qual capturà un rècord NBA de 55 rebots contra el seu etern rival a dins la zona, Bill Russell.
Dos altres jugadors resultaren afectats per la proesa de Chamberlain. En primer lloc, el pivot dels Knicks Darrall Imhoff quedà etiquetat com el jugador que deixà que Chamberlain li anotés 100 punts (tot i que només jugà 20 minuts i fou eliminat per faltes en el quart quart); d'altra banda, el reserva dels Warriors Joe Ruklick, poc utilitzat pel seu entrenador, quedà immortalitzat per sempre com el jugador que feu l'assistència del punt número 100 al seu company. Dècades més tard, el New York Times entrevistà Ruklick, el qual digué que es refereix a si mateix com «una nota a peu de pàgina caminant» d'un dels grans moments de la història del basquetbol. A part d'això, el partit produí una instantània molt famosa: la foto de Chamberlain assegut a la banqueta aguantant un paper amb un 100 gargotejat. Fou improvisat: quan el director de màrqueting dels Warriors Harvey Pollack va entrar al vestidor, prengué un paper i hi escrigué el número; un fotògraf d'Associated Press que estava al partit (no pas per raons professionals, sinó gaudint del matx amb el seu fill) va fer la fotografia. Cherry l'anomena la "foto suprema" de Wilt Chamberlain.
El jugador que més s'ha acostat a la marca de Chamberlain d'ençà aquell dia ha estat Kobe Bryant, qui el 22 de gener de 2006 anotà 81 punts davant els Toronto Raptors.